# John Benjamin Hickey
John Benjamin Hickey (Plano, 25 de junho de 1963) é um ator norte-americano. Hickey venceu o Tony Awards de "Melhor Ator Coadjuvante em uma Peça" em 2011, por sua performance como Felix Turner na peça The Normal Heart.

## Biografia
Hickey nasceu em Plano, Texas e se formou na escola secundária Plano Senior High School em 1981. Ele freqüentou a Universidade Estadual do Texas - San Marcos, de 1981 a 1983, onde atuou no departamento de teatro. Ele obteve o diploma de bacharelado em inglês na Fordham University em 1985.

## Vida pessoal
Hickey é abertamente gay e está em um relacionamento sério com o escritor e produtor da Modern Family Jeffrey Richman desde 2003.

## Filmografia

### Filmes
| Título                              | Ano  | Papel                  | Diretor(es)                       | Notas          | Ref(s)              |
| ----------------------------------- | ---- | ---------------------- | --------------------------------- | -------------- | ------------------- |
| Dangerous Music                     | 1991 | Tyler                  | Draper Shreeve                    | Curta-metragem | [carece de fontes?] |
| The Bet                             | 1992 | Henry                  | Ted Demme                         | Curta-metragem | [carece de fontes?] |
| Only You                            | 1994 | Dwayne                 | Norman Jewison                    |                | [carece de fontes?] |
| The Ref                             | 1994 | Old Baybrook Policeman | Ted Demme                         |                | [carece de fontes?] |
| Comfortably Numb                    | 1995 | Priest                 | Gavin O'Connor                    |                | [carece de fontes?] |
| Eddie                               | 1996 | Joe Nader              | Steve Rash                        |                | [carece de fontes?] |
| Sin #8                              | 1996 | –                      | Barbara Heller                    | Curta-metragem | [carece de fontes?] |
| The Ice Storm                       | 1997 | Mark Boland            | Ang Lee                           |                | [carece de fontes?] |
| Love! Valour! Compassion!           | 1997 | Arthur Pape            | Joe Mantello                      |                | [carece de fontes?] |
| Finding North                       | 1998 | Travis Furlong         | Tanya Wexler                      |                | [carece de fontes?] |
| The General's Daughter              | 1999 | Captain Goodson        | Simon West                        |                | [carece de fontes?] |
| The Bone Collector                  | 1999 | Dr. Barry Lehman       | Phillip Noyce                     |                | [carece de fontes?] |
| The Anniversary Party               | 2001 | Jerry Adams            | Alan Cumming Jennifer Jason Leigh |                | [carece de fontes?] |
| Changing Lanes                      | 2002 | Carlyle                | Roger Michell                     |                | [carece de fontes?] |
| Flightplan                          | 2005 | David                  | Robert Schwentke                  |                | [carece de fontes?] |
| The Ex                              | 2006 | Wesley's Dad           | Jesse Peretz                      |                | [carece de fontes?] |
| Flags of Our Fathers                | 2006 | Sergeant Keyes Beech   | Clint Eastwood                    |                | [carece de fontes?] |
| Infamous                            | 2006 | Jack Dunphy            | Douglas McGrath                   |                | [carece de fontes?] |
| Freedom Writers                     | 2007 | Brian Gelford          | Richard LaGravenese               |                | [carece de fontes?] |
| The Seeker: The Dark Is Rising      | 2007 | John Stanton           | David L. Cunningham               |                | [carece de fontes?] |
| Then She Found Me                   | 2007 | Alan                   | Helen Hunt                        |                | [carece de fontes?] |
| The Taking of Pelham 1 2 3          | 2009 | Deputy Mayor LaSalle   | Tony Scott                        |                | [carece de fontes?] |
| Transformers: Revenge of the Fallen | 2009 | Theodore Galloway      | Michael Bay                       |                | [carece de fontes?] |
| Civil Unions: A Love Story          | 2010 | –                      | Elisa Zuritsky                    | Curta-metragem | [carece de fontes?] |
| Pitch Perfect                       | 2012 | Dr. Mitchell           | Jason Moore                       |                | [carece de fontes?] |
| Get on Up                           | 2014 | Richard                | Tate Taylor                       |                | [carece de fontes?] |
| Big Stone Gap                       | 2014 | Theodore Tipton        | Adriana Trigiani                  |                | [carece de fontes?] |
| My Eleventh                         | 2014 | –                      | Gary Entin                        |                | [carece de fontes?] |
| Truth                               | 2015 | Mark Wrolstad          | James Vanderbilt                  |                | [carece de fontes?] |
| Tallulah                            | 2016 | Stephen                | Sian Heder                        |                | [carece de fontes?] |
| Barry                               | 2016 | Professor Gray         | Vikram Gandhi                     |                | [carece de fontes?] |
| Hostiles                            | 2017 | Captain Royce Tolan    | Scott Cooper                      |                | [ 8 ]               |
| Mapplethorpe †                      | 2018 | Sam Wagstaff           | Ondi Timoner                      | Pós-produção   | [carece de fontes?] |
| Forever My Girl †                   | 2018 | Pastor Brian           | Bethany Ashton Wolf               | Completo       | [carece de fontes?] |

| † | Indica filmes que ainda não foram lançados. |

### Televisão
| Título                            | Ano       | Papel                         | Canal              | Notas                                                    | Ref(s) |
| --------------------------------- | --------- | ----------------------------- | ------------------ | -------------------------------------------------------- | ------ |
| The Days and Nights of Molly Dodd | 1990      | Trent                         | Lifetime           | Episódio: "Here's a Quick and Easy Recipe for Leftovers" |        |
| NYPD Blue                         | 1994      | Paul Gaines                   | ABC                | Episódio: "Good Time Charlie"                            |        |
| Nothing Sacred                    | 1997      | Dr. Elliott                   | ABC                | Episódio: "Speaking in Tongues"                          |        |
| Law & Order                       | 1998      | Charles Thatcher              | NBC                | Episódio: "Castoff"                                      |        |
| 3rd Rock from the Sun             | 1998      | Rick                          | NBC                | Episódio: "The Greatest Dickdater"                       |        |
| Sex and the City                  | 1998      | Tom                           | HBO                | Episódio: "Oh Come All Ye Faithful"                      |        |
| Homicide: Life on the Street      | 1999      | Dennis Kohler                 | NBC                | Episódio: "Zen and Art of Murder"                        |        |
| Law & Order: Special Victims Unit | 2000      | Assistant District Attorney   | NBC                | 2 episódios                                              |        |
| NYPD Blue                         | 2001      | Phillip Connor                | ABC                | Episódio: "Mom's Away"                                   |        |
| CSI: Crime Scene Investigation    | 2001      | Dr. Sidney Cornfeld           | CBS                | Episódio: "Slaves of Las Vegas"                          |        |
| Law & Order                       | 2002–2006 | Aaron Solomon                 | NBC                | 4 episódios                                              |        |
| Hack                              | 2002      | Dr. Martin Shane              | CBS                | Episódio: "Obsession"                                    |        |
| It's All Relative                 | 2003–2004 | Philip Stoddard               | ABC                | 22 episódios                                             |        |
| Law & Order: Criminal Intent      | 2003      | Randall Fuller                | NBC                | Episódio: "Con-Text"                                     |        |
| Alias                             | 2005      | Father Kampinski              | ABC                | Episódio: "In Dreams..."                                 |        |
| Undercover History                | 2006–2007 | Narrator                      | –                  | 6 episódios                                              |        |
| Stacked                           | 2006      | Headmaster Keenan             | FOX                | Episódio: "The Headmaster"                               |        |
| Brothers & Sisters                | 2006      | Major Guinness                | ABC                | Episódio: "Light the Lights"                             |        |
| Heartland                         | 2007      | Bill                          | TNT                | Episódio: "Pilot"                                        |        |
| In Plain Sight                    | 2008      | Donald Fraser Donald Ferguson | USA Network        | Episodei: "Don of the Dead"                              |        |
| Timewatch                         | 2009      | Narrator                      | BBC Two            | Episódio: "The Real Bonnie and Clyde"                    |        |
| The Big C                         | 2010–2013 | Sean Tolkey                   | Showtime           | 40 episódios                                             |        |
| Law & Order: LA                   | 2010      | Thomas Nelson                 | NBC                | Episódio: "Pasadena"                                     |        |
| The Good Wife                     | 2011–2016 | Neil Gross                    | CBS                | 8 episódios                                              | [ 9 ]  |
| A Gifted Man                      | 2011      | Ben Tucker                    | CBS                | Episódio: "In Case of Exposure"                          |        |
| The Mob Doctor                    | 2012–2013 | Mark Easton                   | FOX                | 3 episódios                                              |        |
| The New Normal                    | 2013      | Father Michael                | NBC                | 3 episódios                                              |        |
| Hannibal                          | 2013      | Dr. Sutcliffe                 | NBC                | Episódio: "Buffet Froid"                                 |        |
| Law & Order: Special Victims Unit | 2014      | Tom Moore                     | NBC                | Episódio: "Wednesday's Child"                            |        |
| Modern Family                     | 2014      | Dr. Clark                     | ABC                | Episódio: "Under Pressure                                |        |
| Manhattan                         | 2014–2015 | Frank Winter                  | WGN America        | 22 episódios                                             | [ 10 ] |
| Difficult People                  | 2015      | Fred                          | Hulu               | Episódio: "Pledge Week"                                  |        |
| The Good Fight                    | 2017      | Neil Gross                    | CBS CBS All Access | 2 episódios                                              |        |
| Mom                               | 2017      | Dr. Sellers                   | CBS                | Episódio: “A Few Thongs and a Hawaiian Funeral”          |        |

### Telefilmes
| Ano  | Título                                    | Papel             |
| ---- | ----------------------------------------- | ----------------- |
| 1994 | Normandy: The Great Crusade               | Louis Simpson     |
| 1999 | The Lady in Question                      | Paul Kessler      |
| 2000 | Hamlet                                    | Horatio           |
| 2000 | Perfect Murder, Perfect Town              | N/A               |
| 2001 | A Glimpse of Hell                         | N/A               |
| 2001 | Life with Judy Garland: Me and My Shadows | Rogers Edens      |
| 2005 | Silver Bells                              | Lawrence          |
| 2006 | A House Divided                           | President Russell |
| 2007 | The Hunt for the Boston Strangler         | Narrator          |
| 2007 | Secrets of the Moon Landings              | Narrator          |
| 2008 | Living Proof                              | Blake Rogers      |
| 2008 | The Real George Washington                | Narrator          |
| 2009 | Lincoln: American Mastermind              | Narrator          |
| 2017 | The Immortal Life of Henrietta Lacks      | Bill Watson       |

### Teatro
| Ano       | Título                    | Papel              | Local        | R.            |
| --------- | ------------------------- | ------------------ | ------------ | ------------- |
| 1995      | Love! Valour! Compassion! | Arthur Pape        | Broadway     |               |
| 1998-2004 | Cabaret                   | Clifford Bradshaw  | Broadway     |               |
| 2002      | The Crucible              | Reverend John Hale | Broadway     |               |
| 2009      | Mary Stuart               | Earl of Leicester  | Broadway     |               |
| 2011      | The Normal Heart          | Felix Turner       | Broadway     |               |
| 2015      | Dada Woof Papa Hot        | Alan               | Off-Broadway | [ 11 ] [ 12 ] |
| 2017      | Six Degrees of Separation | Flan Kittredge     | Broadway     |               |

## Prêmios e indicações
| Ano  | Prêmio                | Categoria                                                 | Trabalho nomeado | Resultado | Ref.   |
| ---- | --------------------- | --------------------------------------------------------- | ---------------- | --------- | ------ |
| 2011 | Tony Awards           | Best Featured Actor in a Play                             | The Normal Heart | Venceu    |        |
| 2013 | Primetime Emmy Awards | Outstanding Supporting Actor in a Limited Series or Movie | The Big C        | Indicado  | [ 13 ] |